# Дзанибони, Джузеппе
Джузеппе Дзанибони (итал. Giuseppe Zaniboni; род. 13 марта 1949, Станьо-Ломбардо, Ломбардия) — итальянский футболист, защитник.

## Карьера
Во взрослом футболе дебютировал в 1965 году в клубе «Кремонезе», где играл на протяжении следующих двух сезонов, после чего перешёл в «Аталанту».
В 1970 году стал игроком клуба «Ювентус», а затем на один сезон перешёл в состав «Мантовы». В 1972 году вернулся в «Ювентус», с которым в первом же сезоне стал чемпионом Италии, но на поле ни разу не выходил.
В 1973 году присоединился к клубу «Чезена», за который выступал на протяжении пяти сезонов, приняв участие в 48 матчах. Завершил карьеру футболиста в 1979 году в клубе «Форли», с которым выступал в Серии C с 1978 года.

## Достижения
«Ювентус»
- Чемпион Италии: 1972/73